# Resultados do Carnaval de Manaus em 2010
Resultados do Carnaval de Manaus em 2010. A vencedora do grupo especial foi a escola Vitória-Régia com o enredo: Cantando o Pensamento na Amazônia.

## Grupo Especial (AGEESMA)
| Colocação | Escola             | Enredo                                                                                             | Pontos | Ref.  |
| --------- | ------------------ | -------------------------------------------------------------------------------------------------- | ------ | ----- |
| 1º        | Vitória Régia      | Cantando o Pensamento na Amazônia                                                                  | 358,4  | [ 1 ] |
| 2º        | Reino Unido        | O Morro Canta, o Amazonas se Encanta com a Saga do Boto que Navegou sem Medo                       | 356,85 | [ 1 ] |
| 3º        | A Grande Família   | Defensoria Cabocla - A Verdadeira Guardiã da Cidadania                                             | 355,9  | [ 1 ] |
| 4º        | Sem Compromisso    | A Visão, o Homem e o Dom Divino de Criar. Dos Espelhos Ardentes de Arquimedes ao Telescópio Hubble | 354,3  | [ 1 ] |
| 5º        | Aparecida          | Verde                                                                                              | 354,3  | [ 1 ] |
| 6º        | Unidos do Alvorada | Sabedoria                                                                                          | 350,05 | [ 1 ] |
| 7º        | Balaku Blaku       | Da Escrita à Internet: Não se comunicou, Dançou                                                    | 344    | [ 1 ] |
| 8º        | Coroado            | Mesa Farta para Todos! Que Felicidade, Setor Primário dá Samba na Mocidade                         | 343,7  | [ 1 ] |

- As agremiações Presidente Vargas e Andanças de Ciganos foram impedidas de desfilar após divergências com a AGEESMA.

## Grupo A (LESBCM)
| Colocação | Escola             | Enredo                                       | Pontos | Ref. |
| --------- | ------------------ | -------------------------------------------- | ------ | ---- |
| 1º        | Unidos do Coophasa | Codajás do Açaí - Terra de Bravos Guerreiros | 86,75  |      |
| 2º        | Mocidade da Raiz   | De Manaós a Manaus 340 Anos                  | 86,70  |      |
| 3º        | Dragões do Império | Sua Excelência: O Café                       | 86,20  |      |
| 4º        | Meninos Levados    | Preservação da Amazônia                      | 85,20  |      |
| 5º        | Ipixuna            | O SINTEAM faz 30 Anos na Educação            | 85     |      |

- Em 2010, nova divisão das escolas foi realizada, resultando nos Grupos A e B.

## Grupo B (AEGSMA)
| Colocação | Escola                    | Enredo                                                             | Pontos | Ref. |
| --------- | ------------------------- | ------------------------------------------------------------------ | ------ | ---- |
| 1º        | Gaviões do Parque         | A Saga do Boi Bumbá Mina de Ouro – Primeiro Bumbá de Manaus        | 86,50  |      |
| 2º        | Beija-Flor do Norte       | Cidade de Fonte Boa                                                | 84,40  |      |
| 3º        | Leões do Barão Açú        | Em Cima da Notícia com Patrick Motta                               | 83,20  |      |
| 4º        | Império da Kamélia        | Cirandas, Os Encantos de Manacá                                    | 83,10  |      |
| 5º        | Primos da Ilha            | Fatos, Histórias e Memórias em 20 Anos de Primos da Ilha           | 82,80  |      |
| 6º        | Império do Hawaí          | Boi Brilhante e Dona Rosa                                          | 81,60  |      |
| 7º        | Acadêmicos da Cidade Alta | Dois pra Lá e Dois pra Cá, o Boi Peralta a Cidade Alta vai Exaltar | 79,60  |      |